# Galavant
Galavant es una serie de televisión estadounidense transmitida por ABC desde el 4 de enero de 2015 hasta el 31 de enero de 2016. La serie fue creada, escrita y producida por Dan Fogelman, junto con Alan Menken, Glenn Slater, Chris Koch, Kat Likkel y John Hoberg.
El 12 de mayo de 2016 se anunció que la serie había sido cancelada tras finalizar la segunda temporada.

## Historia
La serie sigue las aventuras de Galavant, un héroe venido a menos que está determinado a reclamar su reputación y su "final feliz" yendo a buscar al rey Richard, el cual arruinó su vida en el momento en que le robó a su amor, Madalena. En su viaje le ayudan Isabella, princesa de un reino que ha sido conquistado por el rey Richard, y Sid, su escudero. Mientras tanto, el rey Richard intenta ganarse el amor de Madalena.

## Elenco

### Personajes principales
- Joshua Sasse como Galavant.
- Timothy Omundson como rey Richard.
- Vinnie Jones como Gareth.
- Mallory Jansen como reina Madalena.
- Karen David como princesa Isabella Maria Lucia Elizabetta de Valencia.
- Luke Youngblood como Sid.

### Personajes recurrentes
- Ben Presley como Steve Mackenzie, el bufón y el narrador.
- Darren Evans como el chef Vincenzo.
- Stanley Townsend como el rey de Valencia.
- Genevieve Allenbury como la reina de Valencia.

### Elenco de invitados
- John Stamos como señor Jean Hamm.
- Hugh Bonneville como Peter el saqueador.
- Sophie McShera como Gwynne.
- "Weird Al" Yankovic como monje del confesionario.
- Ricky Gervais como Xanax el mago.
- Rutger Hauer como Kingsley.
- Anthony Stewart Head como el padre de Galavant.

## Episodios
Los episodios son una crónica del viaje de Galavant a través de números musicales compuestos y escritos por Menken y Slater.

## Premios y nominaciones
| Año  | Categoría                             | Premio     | Nominado (a)               | Resultado |
| ---- | ------------------------------------- | ---------- | -------------------------- | --------- |
| 2016 | Outstanding Original Music And Lyrics | Emmy Award | Alan Menken y Glenn Slater | pendiente |

## Producción
El 7 de mayo del 2015 se anunció que la serie había sido renovada para una segunda temporada, la cual comenzó a emitirse el 3 de enero del 2016.